# فران ميراندا
فران ميراندا (بالإسبانية: Fran Miranda)‏ (27 مارس 1988 ببطليوس في إسبانيا - ) هو لاعب كرة قدم إسباني في مركز الوسط. لعب مع ريال خاين ونادي ألكويانو ونادي بطليوس ونادي مليلية وAD Cerro de Reyes ‏ ونادي ماردة ‏.

## روابط خارجية
- فران ميراندا على موقع قاعدة بيانات كرة القدم.إي يو (الإنجليزية)
- فران ميراندا على موقع Soccerway.com (الإنجليزية)